# Stora Kolsjön (Örsås socken, Västergötland)
Stora Kolsjön är en sjö i Svenljunga kommun i Västergötland och ingår i Ätrans huvudavrinningsområde.